# Бугулинский заказник

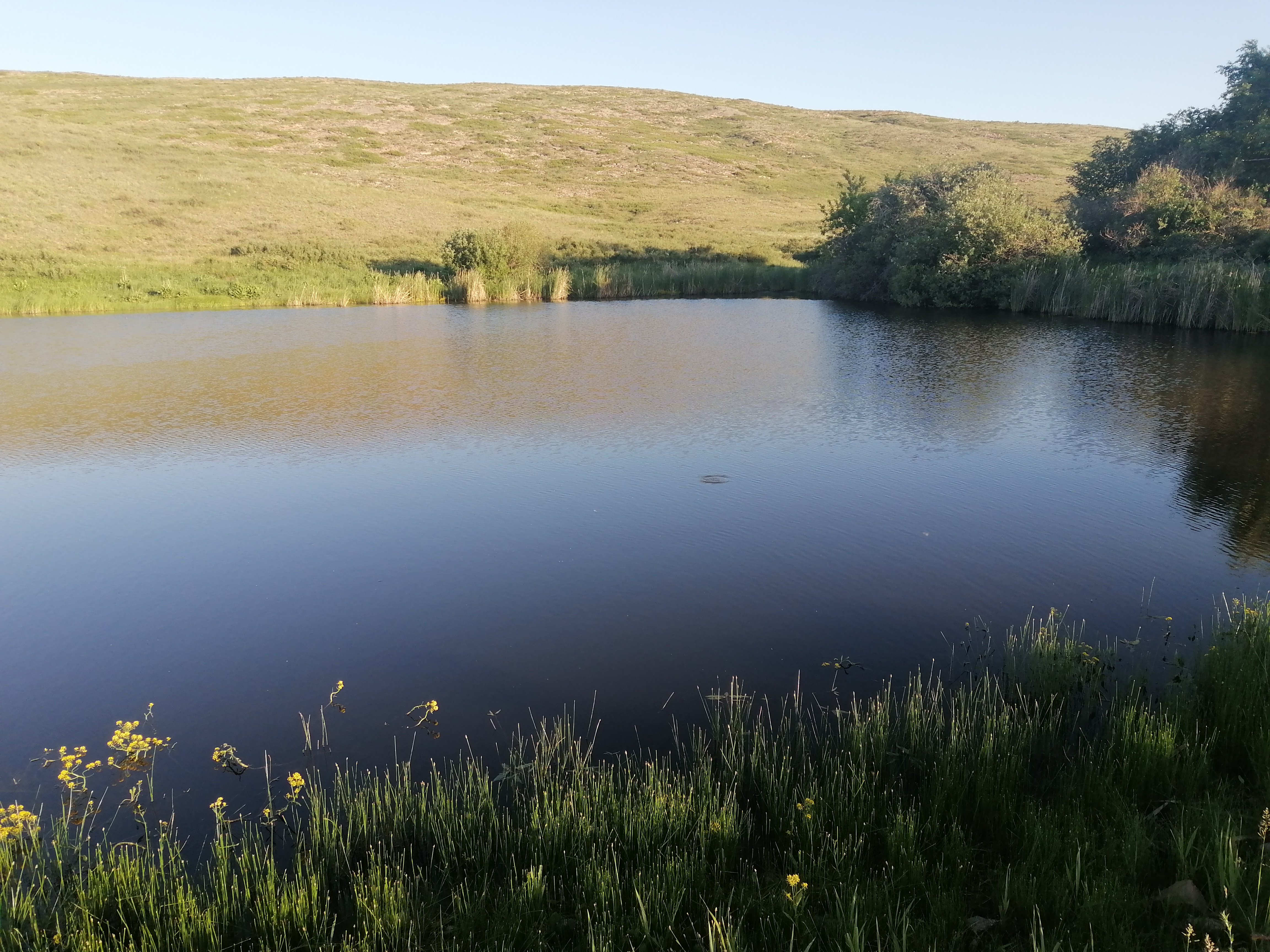

Бугулинский заказник — государственный природный зоологический заказник для охраны редких животных в горах Бугулы и Тагылы, на территории Шетского района Карагандинской области Казахстана. Один из туристско-рекреационных объектов в долине реки Сарысу.
На склонах гор и в ущельях речек и ручьев встречаются редколесья из берёзы, осины, ивы, малины и некоторых других видов деревьев и кустарников. Из животного мира наиболее характерными обитателями низкогорий являются косули, архары, зайцы, барсуки, волки, лисы, тетеревы, куропатки.Площадь — 85 км² (8,5 тыс. га).